# Jakobshagen (Boitzenburger Land)
Jakobshagen ist ein Ortsteil der Gemeinde Boitzenburger Land, welche zum Landkreis Uckermark im Land Brandenburg gehört. Das Dorf ist erstmals im Jahre 1375 als Jakobeshaghen urkundlich erwähnt worden und befand sich im Besitz derer von Pfuel. Bis zum Jahr 2001 gehörte Jakobshagen als eigenständige Gemeinde zum damaligen Amt Boitzenburg.

## Ortsbild

### Lage

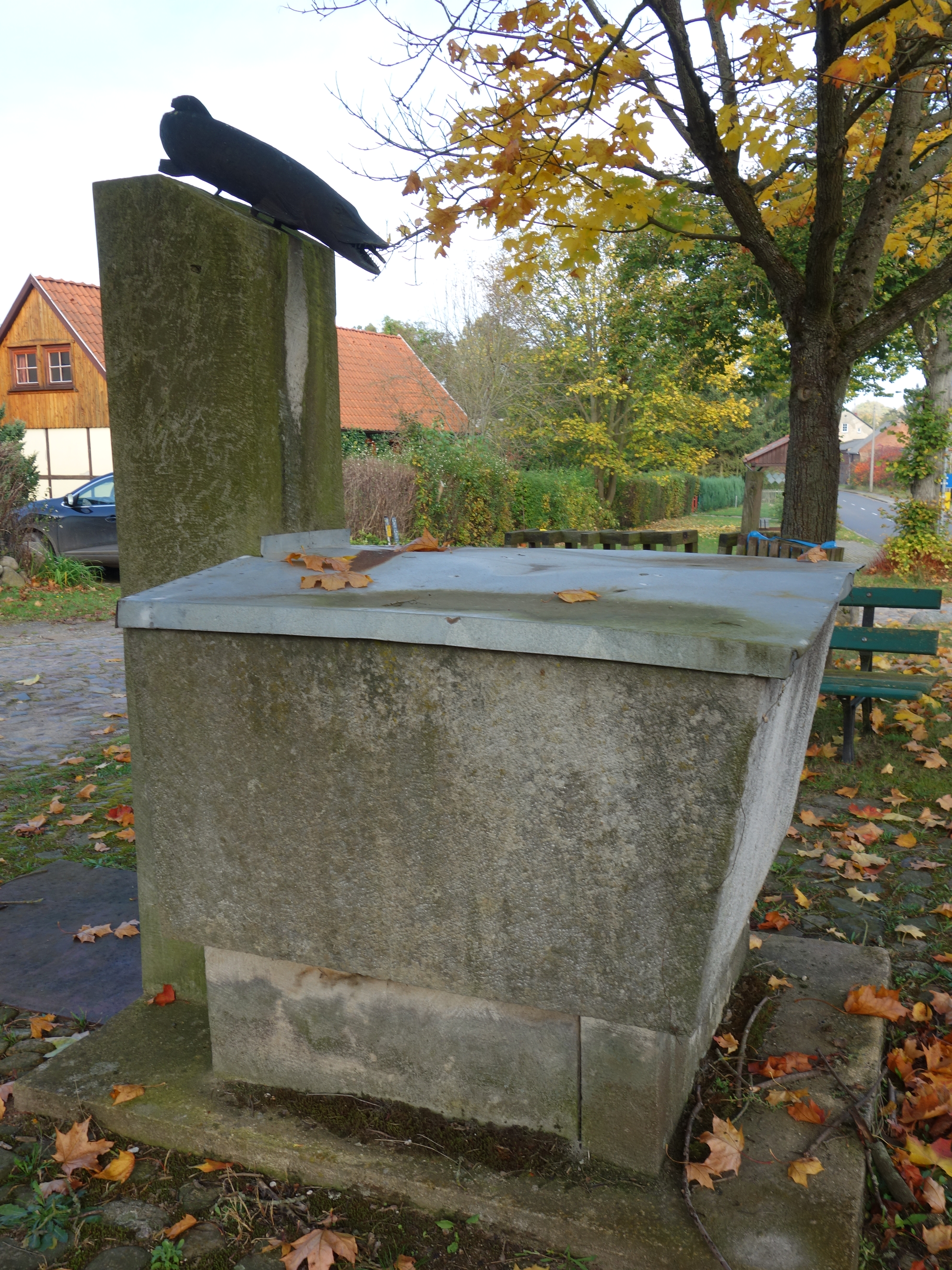
Hechtbrunnen im Dorfzentrum

Nordwestlich von Jakobshagen liegt das Dorf Warthe, westlich der Wohnplatz Egarsee. Südwestlich liegen die Wohnplätze Luisenfelde und Eselshütte sowie das Dorf Metzelthin. Im Süden liegen der Wohnplatz Paulinenhof und das Dorf Klosterwalde. Östlich befinden sich der Wohnplatz Annenhof und das Dorf Herzfelde. Die Wohnplätze Collinshof, Am Schlangenbruch und Stabeshöhe, sowie das Dorf Klaushagen befinden sich im Norden. Die nächstgelegene Stadt ist Templin.
Bei Jakobshagen und den dazugehörigen Wohnplätzen befinden sich die Gewässer Mäuschensee, Egelpfuhl, der Große Warthesee und mehrere Sölle.

### Historische Ortsteile
Zur ehemaligen Gemeinde Jakobshagen gehörten noch folgende Ortsteile und Wohnplätze, welche heute ebenfalls Teil der Gemeinde Boitzenburger Land sind: 
| - Am Schlangenbruch - Collinshof | - Egarsee - Stabeshöhe - Kirchenfelde |

## Bevölkerungsentwicklung
| Jahr      | 1875 | 1890 | 1910 | 1925 | 1933 | 1946 | 1993 | 1994 | 1995 | 1996 | 1997 | 1998 | 1999 | 2000 | 2006 |
| --------- | ---- | ---- | ---- | ---- | ---- | ---- | ---- | ---- | ---- | ---- | ---- | ---- | ---- | ---- | ---- |
| Einwohner | 245  | 218  | 241  | 279  | 264  | 386  | 214  | 211  | 201  | 199  | 192  | 192  | 181  | 186  | 136  |

(Man beachte bei den sprunghaften Veränderungen zeitliche Distanzen, historische Ereignisse und Eingemeindungen.)

## Sehenswertes
Die Kirche und eine Hofanlage mit Wohnhaus, Scheune und Großviehstall, Dorfstraße 30, stehen unter Denkmalschutz. (Siehe Liste der Baudenkmale in Boitzenburger Land)